# Лесли Ен Ворен
Лесли Ен Ворен (енгл. Lesley Ann Warren; Њујорк, Њујорк, 16. август 1946), америчка је позоришна, филмска и ТВ глумица.